# Julio Soares de Moura Neto
Julio Soares de Moura Neto GCMN • GCRB • GCMD (Rio de Janeiro, 20 de março de 1943) é um almirante de esquadra da Marinha do Brasil (MB), da qual foi comandante entre 2007 e 2015. Também foi chefe do Estado-Maior da Armada e comandante de Operações Navais.

## Carreira
- Guarda-marinha - 19 de agosto de 1964
- Segundo-tenente - 14 de maio de 1965
- Primeiro-tenente - 13 de junho de 1967
- Capitão-tenente - 30 de junho de 1970
- Capitão-de-corveta - 31 de agosto de 1976
- Capitão-de-fragata - 31 de agosto de 1983
- Capitão-de-mar-e-guerra - 30 de abril de 1988
- Contra-almirante - 31 de março de 1995
- Vice-almirante - 25 de novembro de 1999
- Almirante-de-esquadra - 31 de março de 2003[5]

## Comissões
- Navio Aeródromo Ligeiro "Minas Gerais"
- Centro de Instrução "Almirante Wandenkolk"
- Contratorpedeiro "Amazonas"
- Contratorpedeiro "Pará"
- Comando da Força de Contratorpedeiros
- Contratorpedeiro "Espírito Santo"
- Comando de Operações Navais
- Diretoria de Armamento e Comunicações da Marinha
- Monitor "Parnaíba" (Comandante)
- Estação Rádio Pina (Comandante)
- Navio de Apoio Oceanográfico "Barão de Teffé"
- Contratorpedeiro "Mariz e Barros" (Comandante)
- Comando-em-Chefe da Esquadra
- Comando do 1º Esquadrão de Contratorpedeiros (Comandante)
- Gabinete do Ministro da Marinha
- Secretaria da Comissão Interministerial para os Recursos do Mar (Secretário)
- Comando do 6º Distrito Naval (Comandante)
- Comando da 1ª Divisão da Esquadra (Comandante)
- Centro de Instrução Almirante Alexandrino (Comandante)
- Comando de Operações Navais (Chefe do Estado-Maior)
- Diretoria de Hidrografia e Navegação (Diretor)
- Diretoria-Geral do Pessoal da Marinha (Diretor)[6]
- Comando de Operações Navais (Comandante)[7]
- Diretoria-Geral de Navegação (Diretor-Geral)
- Chefe do Estado-Maior da Armada[8]
- Comandante da Marinha[9]

## Cursos
- Escola Naval
- Aperfeiçoamento de Comunicações para Oficiais
- Comando e Estado-Maior – Escola de Guerra Naval
- Superior de Guerra Naval – Escola de Guerra Naval
- Superior Naval de Guerra – Instituto Superior Naval de Guerra (Portugal)

## Condecorações
- Ordem do Mérito da Defesa (grau de Grã-Cruz)[4]
- Ordem do Mérito Naval (grau de Grã-Cruz)[2]
- Ordem do Mérito Militar (grau de Grande-Oficial)[10][1]
- Ordem do Mérito Aeronáutico (grau de Grande-Oficial)
- Ordem de Rio Branco (grau de Grã-Cruz)[3]
- Ordem do Mérito Judiciário Militar (grau de Grã-Cruz)
- Medalha Militar de Ouro (quatro estrelas e passador de Platina)
- Medalha Mérito Tamandaré
- Medalha Mérito Marinheiro (quatro âncoras de prata)
- Medalha do Pacificador
- Medalha do Mérito Santos-Dumont
- Medalha da Armada Nacional do Paraguai
- Ordem do Mérito Cartográfico (grau de Grã-Cruz)
- Legião do Mérito da Academia Brasileira de Engenharia Militar (grau de Alta Distinção)
- Medalha da Armada Argentina
- Medalha do Mérito Cultural da Magistratura
- Medalha da Vitória
- Ordem do Mérito Ministério Público Militar (grau de Grã-Cruz
- Medalha Honra ao Mérito Naval "Comandante Pedro Campbell"